# Édouard Le Roy
Édouard Louis Emmanuel Julien Le Roy (París, 18 de juny de 1870 - 10 de novembre de 1954), fou un filòsof i matemàtic francès.
Va estar a l'École Normale Supérieure el 1892, i com a agregat en matemàtiques el 1895. Es va doctorar en ciències a 1898, va ensenyar a diversos liceus i després va ser professor de matemàtiques al Lycée Saint-Louis de París.
Des d'aquest moment va començar a interessar-se també per la filosofia i la metafísica. Va ser amic de Teilhard de Chardin i deixeble molt estret de Henri Bergson, a qui va succeir al Collège de France (1922) i el 1945 a l'Académie française. El 1919, Le Roy va ser escollit membre de l'Académie des Sciences Morales et Politiques.
Es va interessar especialment a estudiar la relació entre ciència i moralitat. Juntament amb Henri Poincaré i Pierre Duhem va sostenir la tesi convencionalista sobre el fonament de la matemàtica. Va estendre la seva teoria convencionalista a la veritat revelada i al dogma, rebutjant aquest últim i la teologia especulativa per decantar cap a una fe instintiva, de cor i de sentiment. Tals idees van portar a que la seva obra fos titllada de modernista i que les seves obres fossin incloses a l'Index Librorum Prohibitorum per part de la Santa Seu.

## Obres
- Sur l'intégration des équations de chaleur (1898)
- Science et philosophie (1899)
- Dogme et critique (1907)
- A New Philosophy: Henri Bergson (Une philosophie nouvelle : Henri Bergson, 1912)
- What Is a Dogma? (1918)
- Qu'est-ce-que la Science ?: réponse à André Metz (1926)
- L'Exigence idéaliste et le fait de l'évolution (1927)
- Les Origines humaines et l'évolution de l'intelligence (1928)
- La Pensée Intuitive. Le problème de Dieu (1929)
- Introduction à l'étude du problème religieux (1944)
- Discours De Réception (1946)
- Essai D'Une Philosophie Première (1956)
- Bergson Et Bergsonisme (1947)
- Essai d'une philosophie première : l'exigence idéaliste et l'exigence morale, 2 vol., posthumous (1956-1958)